# Abrantes
Abrantes es una ciudad portuguesa perteneciente al distrito de Santarém, región Centro y comunidad intermunicipal de Medio Tejo, con cerca de 18 600 habitantes. Pertenecía antiguamente a la provincia de Ribatejo, y aún es considerada como una localidad ribatejana.
Es sede de un municipio que alcanza los 713,43 km² de área y 42 235 habitantes (2001), subdividido en 13 freguesias. La densidad demográfica es de 59,2 hab/km². Los municipios y límites al norte corresponden a la Vila de Rei, Sardoal y Mação, al este por Gavião, al sur por Ponte de Sor y al oeste por Chamusca, Constância, Vila Nova da Barquinha y Tomar.
Los municipios incluyen una ciudad, Abrantes, y una villa, el Tramagal.

## Geografía
Abrantes se eleva sobre una colina a 800 m de la margen derecha del río Tajo, a una altitud media de 156 m, dominando todo el valle desde el oeste de Belver (municipio de Gavião) hasta Constância.

## Historia
Abrantes posee su propio castelo que fue conquistado por D. Afonso Henriques, en 1148, a los moros. Recibió el régimen foral en el año 1179 en recompensa de la resistencia ofrecida a los sitiadores de marroquíes de Abem Jacob, los cuales tuvieron que retirarse con muchas bajas. En 1510 el fuero de Abrantes fue reformado por D. Manuel I.
Abrantes fue elevada a categoría de ciudad en 1916, por ley n.º 601, de 14 de junio. Hoy en día engloba oficialmente 4 freguesias: Rossio ao Sul do Tejo, São João, São Vicente y Alferrarede.
Se cree que la ciudad tiene un origen celta. El nombre de Abrantes proviene del latín Aurantes indicando que posiblemente hubiera mucho oro en la antigüedad.[cita requerida]
En esta ciudad Carlos María Isidro de Borbón, lanzó su fracasado manifiesto de 1833 al pueblo español.[cita requerida]

### Evolución demográfica
| Gráfica de evolución demográfica de Abrantes entre 1801 y 2021 |
|                                                                |
| Datos según el nomenclátor publicado por el INE portugués.     |

## Freguesias
Las freguesias de Abrantes son las siguientes:
- Abrantes (São Vicente e São João) e Alferrarede
- Aldeia do Mato e Souto
- Alvega e Concavada
- Bemposta
- Carvalhal
- Fontes
- Martinchel
- Mouriscas
- Pego
- Rio de Moinhos
- São Facundo e Vale das Mós
- São Miguel do Rio Torto e Rossio ao Sul do Tejo
- Tramagal

## Ciudades hermanadas
La ciudad de Abrantes cuenta con los siguientes hermanamientos:
- Parthenay, Francia (desde 16 de abril de 1994)
- São Nicolau, Cabo Verde (desde 7 de junio de 1998)
- Arnedo, España
- Weinstadt, Alemania
- Tipperary, Irlanda
- Kosovo Polje, Serbia

## Véase también

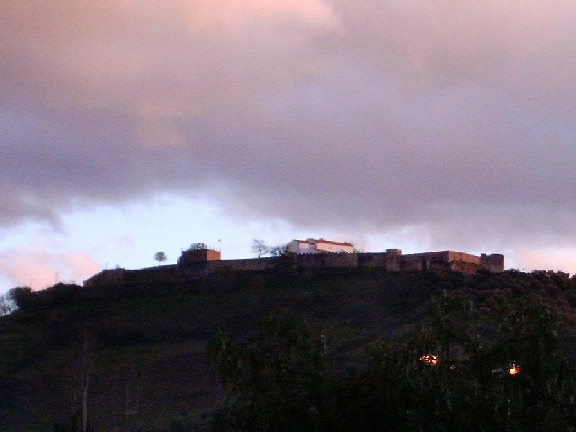
Abrantes, vista de Alferrarede.